# Holasteron driscolli
Holasteron driscolli is een spinnensoort in de taxonomische indeling van de mierenjagers (Zodariidae).
Het dier behoort tot het geslacht Holasteron. De wetenschappelijke naam van de soort werd voor het eerst geldig gepubliceerd in 2004 door Barbara C. Baehr.